# Xenurobrycon
Genre
Xenurobrycon est un genre de poissons téléostéens de la famille des Characidae et de l'ordre des Characiformes.

## Liste d'espèces
Selon FishBase (14 juin 2015):
- Xenurobrycon coracoralinae Moreira, 2005
- Xenurobrycon heterodon Weitzman & Fink, 1985
- Xenurobrycon macropus Myers & Miranda Ribeiro, 1945
- Xenurobrycon polyancistrus Weitzman, 1987
- Xenurobrycon pteropus Weitzman & Fink, 1985